# الأوس (قبيلة)

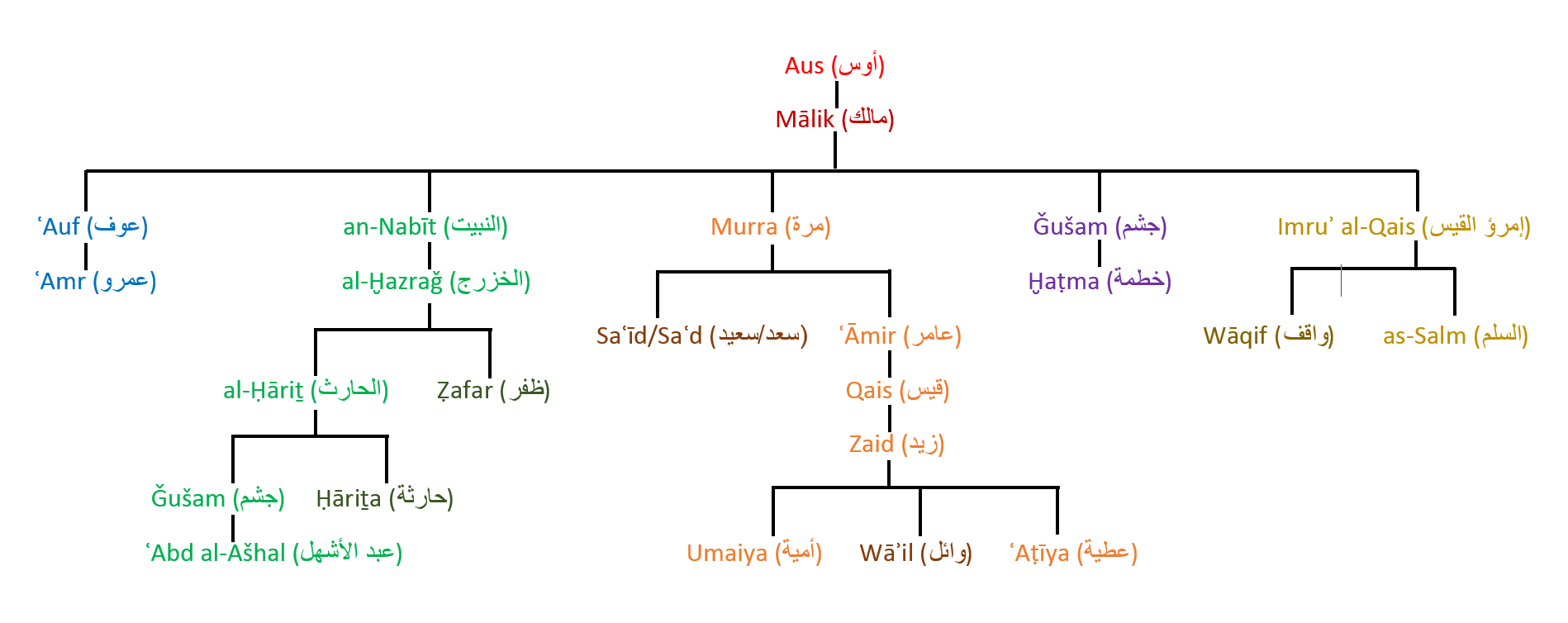

بنو الأوس أو الأوس: إحدى القبائل العربية الرئيسة في المدينة المنوَّرة مع الخَزْرَج، وشكلت القبيلتان الأنصار لاحقًا بعد الهجرة.
والأوس والخزرج من نسل قبيلة الأزد، وكانتا تُعرفان باسم بني قَيْلة قبل الإسلام نسبةً لجدَّتهما قيلة زوجة جدِّهما ثعلبة بن عَمرو مزيقياء.

## أصل الكلمة
كلمة الأوس تعني الهدية، وربما اختُصِر لاسم أوس مناة أي «هبة مناة». ثم غُيِّر الاسم في العصور الإسلامية إلى أوس الله.

## التاريخ المبكر
حوالي 300 بعد الميلاد أثناء هجرة كهلان من اليمن قبل الطوفان الكبير لسد مأرب، استقل ثعلبة بن عامر الأب الأكبر لأوس عن قبيلته واستقر في يثرب (المدينة المنورة)، التي كانت تسيطر عليها العشائر اليهودية، وكان بنو قيلة تابعًين لليهود لبعض الوقت، إلى أن أكد مالك بن عجلان من الخزرج استقلال اليهود، لذا حصل الأوس والخزرج على حصة من أشجار النخيل والمعاقل. وهكذا، في حوالي القرن الخامس، سيطر بنو قيلة على يثرب، وعاد اليهود إلى خلفية المشهد فيها لنحو قرن من الزمان.
في الحِقبة التي سبقت الهجرة، تنازل أبو قيس الأصلت من عشيرة وائل، وهو زعيم الأوس، عن القيادة لزوير بن سمعك من عبد الأشهل. بعد هزيمة خطيرة، تم انسحاب عبد الأشهل وعفر من يثرب. قاد الزعيم المعارض، عمرو بن نعمان، من الخزرج، قبائل اليهود من بني قريظة وبني النضير إلى تحالف بين الاثنين. انضمت قبيلة مزينة أيضًا إليهم. معظم الخزرج باستثناء عبد الله بن أُبَي وزعيم آخر للخزرج، وكذلك قبيلة اليهود بني قينقاع وقبيلتي جهينة، دعموا عمرو بن نعمان. بقيت عشيرة حارثة الأوسية في حيادية. بعد ذلك، في حوالي عام 617م، بدأت معركة بعاث؛ إذ أجبرت القوات الأوسية على العودة في البداية لكنها هزمت خصومها في النهاية. قتل قادة الجانبين.
تقول المصادر الشيعية إنهم يهود، لكن مصدرًا يهوديًا يقول إنهم وبنو خزرج كانوا قبائل عربية من اليمن أتت إلى المدينة المنورة في القرن الرابع. يقول المصدر اليهودي إن القبائل استولت على المدينة المنورة من اليهود في القرن الخامس من خلال «الاستعانة بالمساعدة الخارجية والقتل الجماعي في مأدبة». ومع ذلك، تتفق جميع المصادر على أن الأوس والخزرج أصبحا عدائيين لبعضهما البعض.
يقول مصدر شيعي إنهم كانوا يقاتلون لمدة 120 عامًا وكانوا أعداءًا. يقول المصدر اليهودي إنهم ذهبوا إلى الحرب ضد بعضهم البعض في معركة بعاث قبل بضع سنوات من هجرة النبي  محمد عليه السلام إلى المدينة المنورة.
كانت هناك قبائل يهودية كثيرة في المدينة منها بنو النضير، وبنو قريظة، وبنو قينقاع، وغيرها الكثير. خلال المعركة، حارب بنو النضير وبنو قريظة مع بني الأوس، وكان بنو قينقاع متحالفين مع بنو الخزرج. هزم التحالف الأخير بعد معركة طويلة ويائسة.

## الهجرة
عندما هاجر الرَّسُول محمد ﷺ إلى المدينة قام بحل النزاع بين الأوس والخزرج، من خلال استيعاب كلا الفصيلين في المجتمع المسلم ومنع سفك الدماء بين المسلمين.
تم تضمين بني الأوس في دستور المدينة بكونهم مسلمين، «دولة واحدة / مجتمع مع المؤمنين»، ثم أصبحوا معروفين باسم الأنصار.

## بنو قريظة
كان بنو قريظة قبيلة يهودية عاشوا في المدينة المنورة. حكم على رجال القبيلة المقاتلين، وتختلف المصادر في عددهم، حيث تروي بعض المصادر أنهم كانوا أكثر من 600 بينما يرى باحثون أنهم بين العشرين والأربعين شخصا، كانوا قادة التحالف مع قريش، لأجل مساعدة الأعداء الوثنيين الذين شنوا هجومًا عنيفًا على المدينة المنورة، من أجل القضاء على المسلمين وعائلاتهم. الحلفاء خلال معركة الخندق.
نظرًا لأن بنو قريظة كانوا حلفاء للأوس خلال معركة بعاث، فقد اختاروا سعد بن معاذ، زعيم الأوس قاضيا عليهم. وفقًا للعقوبة التي يقضي بها اليهود أنفسهم في حالات الخيانة، قام بإعدام الرجال. توفي سعد بن معاذ نفسه بعد فترة وجيزة من الحادث متأثراً بجراحه التي أصيب بها خلال معركة الخندق.

## أشخاص
- سعد بن معاذ
- بشير بن سعد
- قيس بن الخطيم
- أسيد بن حدير بن سماك
- سعد بن خيثمة بن الحارث
- رفاع بن عبد المنذر بن زبير